# Трайабанна
Трайабанна (англ. Triabunna) — город (township) на востоке Тасмании (Австралия), который является самым крупным населённым пунктом на восточном побережье Тасмании. Согласно переписи 2016 года, население Трайабанны составляло 749 человек.
Название города Triabunna произошло от слова, используемого тасманийскими аборигенами для обозначения местных птиц — зеленоногих камышниц (англ. Tasmanian native hen, лат. Gallinula mortierii).

## География

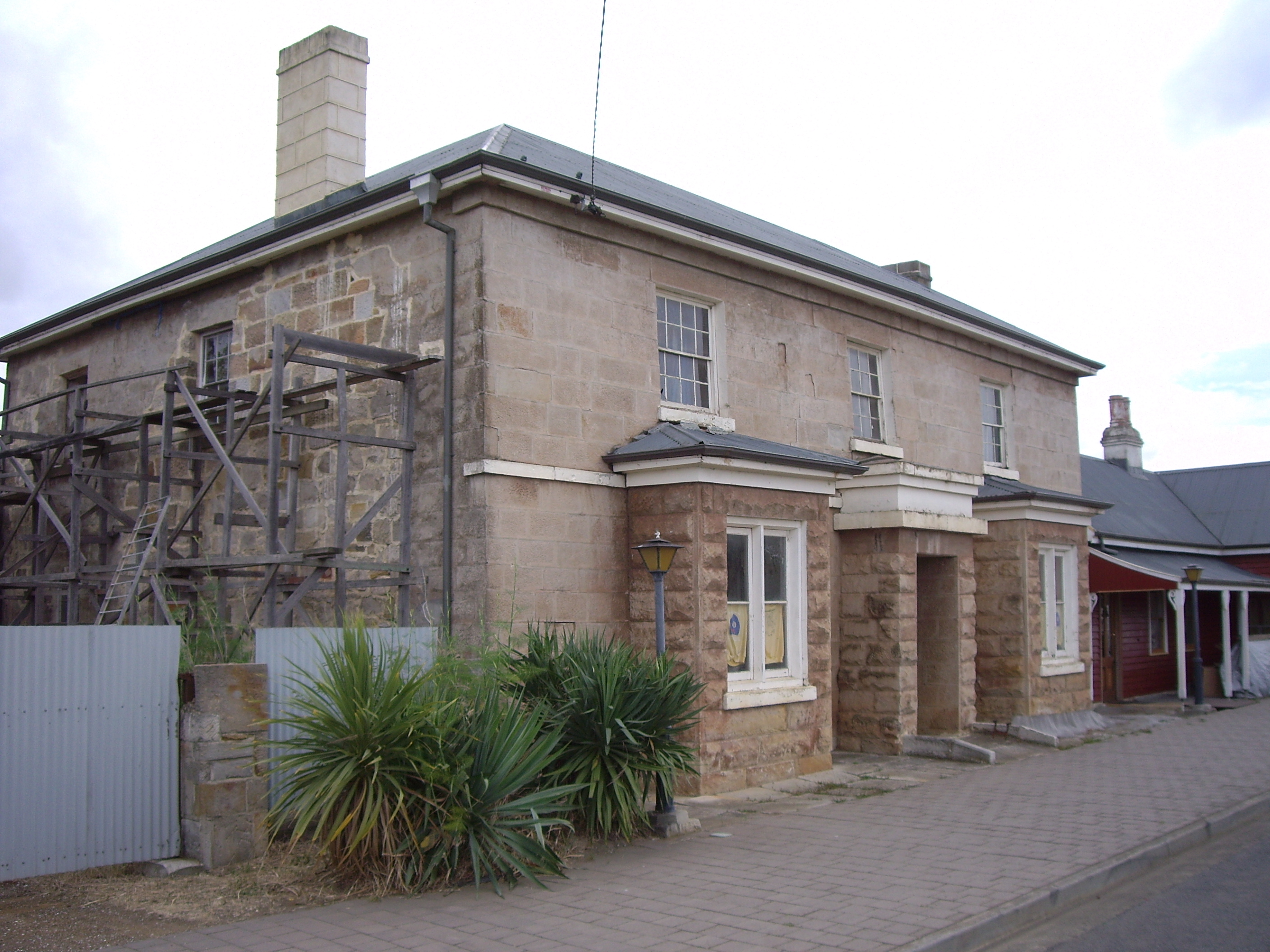
Дома на улице Чарльз (Charles Street)

Город Трайабанна расположен на восточном побережье острова Тасмания, у бухты Спринг (Spring Bay), в которую впадает небольшая река Маклэйнс-Крик (McLaines Creek). Немного южнее бухта Спринг соединяется с бухтой Проссер (Prosser Bay), которая, в свою очередь, выходит к Тасманову морю в районе северной оконечности острова Марайа, южнее залива Грейт-Ойстер-Бей.
В 6 км южнее Трайабанны находится небольшой город Орфорд (Orford). Между Трайабанной и Орфордом, на мысе, разделяющем бухты Спринг и Проссер, находится небольшой курортный посёлок Луисвилл (Louisville), который считается "спутником" Трайабанны.
Трайабанна является административным центром района местного самоуправления Гламорган-Спринг-Бей (Glamorgan Spring Bay).

## История
В 1830 году на месте нынешней Трайабанны было основано гарнизонное посленение, где располагались солдаты, осуществлявшие защиту поселенцев в прилегающих районах. В 1840-х годах к поселению была проложена дорога. Росту города способствовала посадка яблоневых садов, которая была осуществлена в 1903 году. Также развивалось рыболовство.

## Население
Согласно переписи населения 2016 года, население Трайабанны составляло 749 человек, 50,5 % мужчин и 49,5 % женщин. Средний возраст жителей Трайабанны составлял 46 лет.
| 1996 | 2001 | 2006 | 2011 | 2016 |
| ---- | ---- | ---- | ---- | ---- |
| 766  | 701  | 796  | 766  | 749  |

## Транспорт
Трайабанна находится на автомобильной дороге , соединяющей столицу штата Тасмания Хобарт с восточным побережьем острова. Расстояние от Хобарта до Трайабанны составляет 84 км.
Из порта Трайабанны к острову Марайа курсирует паром, который подходит к поселению Дарлингтон на севере острова. Согласно расписанию, паромы отходят два раза в день — в летнее время 7 дней в неделю, а в остальное время 4 дня в неделю.
В одном километре западнее центра города есть небольшой аэропорт (Triabunna Airport), (ИКАО: YTUA).